# Izaak Alfasi
Izaak Ben Jakub Alfasi (znany pod akronimem Rif, hebr. ר יצחק אלפסי, ur. 1013, zm. 1103 w Lucenie) – średniowieczny rabin i talmudysta z Maroka.  
Urodził się w okolicach Fezu, stąd wziął się jego przydomek Alfasi, który oznacza po arabsku „z Fezu”. Studiował w Tunezji. W 1088 roku został zmuszony do ucieczki z Maroka do Hiszpanii, został zwierzchnikiem gminy żydowskiej w Lucenie i założycielem akademii talmudycznej. 
Jego najbardziej znanym dziełem jest Sefer Ha-halachot. Dzieło to miało duży wpływ na późniejszą metodę studiów nad Halachą, szczególnie na metodę Żydów sefardyjskich. Jest także autorem licznych respons. Uważany jest za jeden z najważniejszych autorytetów rabinicznych. Pisał po hebrajsku i arabsku. Miał żonę i dwójkę dzieci. 